# 馬健賢
馬健賢（英語：Barry Ma Kin-yin，1967年10月8日—），綽號「啤梨」，香港本土派組織調理農務蘭花系創始人，YouTube網絡電台節目主持，因其出格言論而聞名。

## 經歷
馬健賢政治立場以反共著稱，自小居於土瓜灣，曾住大圍及大埔荔枝山，現居火炭御龍山。馬出身在小康之家，小學就讀於九龍仔華德學校，後入讀何文田迦密中學。修畢會考後，他到尖沙咀的紀念品店打工，又曾在銅鑼灣崇光百貨任職銷售員，後有感不適合打工，決定自立門戶做生意。馬健賢起初在零售業界發展，曾開辦高級雜貨店，隨後輾轉經營地產代理及飲食。因不滿行政長官梁振英，他毅然決定投身政治。馬健賢曾加入政治團體人民力量，後於2012年底退出。2013年，馬健賢與莊明堅、丘郁明等人成立激進社運組織調理農務蘭花系，並與由黃毓民創立的普羅政治學苑關係密切。2014年3月16日，馬健賢曾帶領一批蘭花系成員，以文化大革命時紅衛兵之打扮，到銅鑼灣崇光百貨門外公開呼籲內地旅客不要來港購物，期間並曾與內地遊客對罵。 2015年5月曾以涉嫌襲警罪被逮捕。
2013年，馬健賢開始替朋友兼職擔任YouTube頻道MIHK的節目主持，包括《現代豪俠傳》、《做你老母中國人》及《啤梨晚報》等。2019年馬與拍檔林匡正自立門戶，創辦YouTube頻道「啤梨頻道」，全職擔任《啤梨晚報》節目主持（通常夥同林匡正），兼營運零售業務。
2019年，馬健賢曾在一集《啤梨晚報》節目中發表辱華言論：「我下世再投胎呀，我寧願做英國狗屙出嚟嗰篤狗屎上面嗰粒蒼蠅呀，都唔做你支那人呀。」（「我下輩子再投胎，我寧願做英國狗拉出來的那坨狗屎上面的那粒蒼蠅，也不做你中國人。」）後引起了香港親中媒體如《文匯報》發文鞭撻。
2023年4月17日，馬健賢在《啤梨晚報》節目中就於2023年4月16日舉行的第41屆香港電影金像獎頒獎典禮發表評論，並狠批香港男歌手林家謙在頒獎典禮上開場表演（與Serrini合作）的表現：「佢（林家謙）係我所見過香港電視史上除咗William Hung之外，包括參加歌唱比賽嘅所有人，我未見過表演咁差，係可怕地差。」（「他（林家謙）是我所見過香港電視史上除了孔慶翔以外，包括參加歌唱比賽的所有人，我從未見過如此差劣的表演，是可怕地差劣。」）遂引來網民和林家謙歌迷的爭議。

## 外部連結
- 维基共享资源上的相關多媒體資源：馬健賢
- 啤梨頻道BarryMa TV（页面存档备份，存于）
- 啤梨首頁 - Barry Ma TV（页面存档备份，存于）
- 啤梨晚報 Barry Evening Post的Facebook專頁
- 馬健賢的Facebook專頁
- 馬健賢的Instagram帳戶